# Gartatowice
Gartatowice – wieś w Polsce, położona w województwie świętokrzyskim, w powiecie pińczowskim, w gminie Kije.
W latach 1975–1998 miejscowość administracyjnie należała do województwa kieleckiego.

## Części wsi
| SIMC    | Nazwa | Rodzaj    |
| ------- | ----- | --------- |
| 0242631 | Dwór  | część wsi |

## Historia
Pierwotnie Gortatowice. Nazwa wsi pochodzi od osobowego miana Gortad.
Według Długosza wieś należała do klasztoru miechowskiego.
Przed połową XIX w. stulecia Gartatowice należały do Kołłątajowej, a w parę lat potem do Emiliana Sołtyka.
Pod koniec XIX w. miejscowość w powiecie pińczowskim, gmina Kliszów, parafia Kije. Położona w pobliżu traktu z Pińczowa do Chmielnika. Osad 67, użytki rolne o powierzchni 884 morgów. Obok wsi obfite kopalnie gipsu z dwoma młynami wodnymi do jego mielenia. Grunt rędzinny, miejscami sapowaty. W pobliżu folwark Gartatowice o powierzchni 461 morgów z 9. budynkami murowanymi i 4. drewnianymi. Do folwarku należały wsie: Stawiany i Chomentówek.
W roku 1921 we wsi znajdowało się 71 budynków mieszkalnych. Naliczono 409 osób (206 mężczyzn i 203 kobiety). Narodowość polską zgłosiło 393 mieszkańców, a żydowską 16.
„Przewodnik Gospodarczy” z roku 1938 wymienia funkcjonującą tu kopalnię gipsu: Hornowicz Artur – Standard Gips Sp. Akc. we Lwowie

## Obiekty zabytkowe i pamięci narodowej
- za wsią zbiorowa mogiła zabitych w bitwie pod Kliszowem w lipcu 1702 r.[11]

## Obiekty użyteczności publicznej
- Szkoła Podstawowa w Zespole Placówek Oświatowych Szkoła Filialna
- Kościół parafialny zbudowany w latach 1984–1987. Parafia erygowana 16 stycznia 1992 r. przez biskupa Stanisława Szymeckiego, wydzielona z parafii w Kijach i Sędziejowicach.
- Ochotnicza Straż Pożarna, założona w 1924 r. Pierwszym prezesem był Józef Wątroba, komendantem – Wacław Skowera, sekretarzem – Jan Siutka, a skarbnikiem – Stanisław Dominik. Remiza wybudowana w roku 1958[12].